# Kemlitz (Baruth/Mark)
Kemlitz [ˈkeˑmˌlɪt͡s] ist ein Gemeindeteil von Groß Ziescht (Ortsteil der Stadt Baruth/Mark) im Landkreis Teltow-Fläming in Brandenburg (Deutschland).

## Geographie
Das kleine Kirchdorf Kemlitz liegt rund 50 Kilometer von der Südgrenze der Stadt Berlin und rund vier Kilometer südwestlich von Baruth entfernt in einer sanft abfallenden Schlucht des Niederen Flämings. Nachbarorte von Kemlitz und Ortsteile von Baruth sind (im Uhrzeigersinn, von Nordosten beginnend) Klasdorf, Groß Ziescht, Merzdorf, Schöbendorf und Paplitz. Kemlitz liegt an der in Nord-Süd-Richtung verlaufenden Landesstraße L712 zwischen Paplitz und Görsdorf (Ortsteil der Gemeinde Dahmetal).

## Geschichte und Etymologie

### 13. bis 16. Jahrhundert

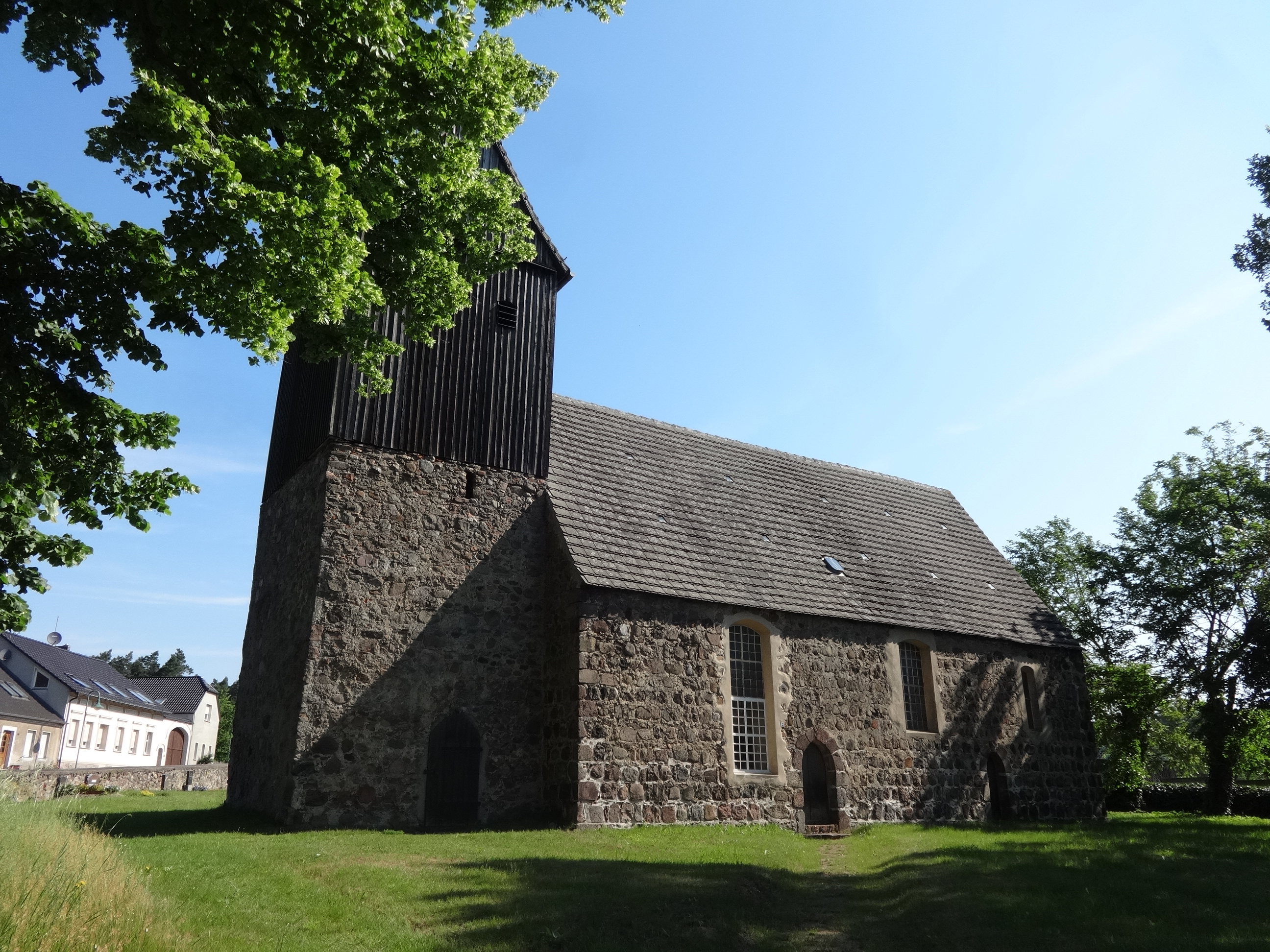
Dorfkirche Kemlitz

Kemlitz wurde 1363 erstmals als Kemenicz urkundlich erwähnt. Der Name soll wendischer Herkunft sein und so viel bedeuten wie der steinige Ort. Zu dieser Zeit gab es im Dorf bereits eine Dorfkirche. Bereits vor 1465 gehörte Kemelitz zur Standesherrschaft Baruth „mit allem Recht“. In dem genannten Jahr gab es neben dem Dorf ein Vorwerk.
Aus dem Jahr 1474 ist ein Verzeichnis Der Mannschaft des Landes Sachsen Einkommen überliefert, das alle Einwohner der Standesherrschaft aufführte. Demzufolge gab der Richter 1 Schock für ein Lehnpferd. Zwei Einwohner zahlten je 10 Scheffel Korn, 10 Scheffel Hafer sowie 28 Groschen (gr). Der Krüger gab 12 Scheffel Korn und 12 Scheffel Hafer sowie 1⁄2 Schock und 2 gr, ein Einwohner zahlte 28 gr. Insgesamt 16 Hufen lagen allerdings auch wüst und brachten keine Einnahmen.
Im Jahr 1529 kam es zu einer Visitation, bei der in Kemnitz fünf Hufner und vier Gärtner (=Kossäten) festgestellt wurden (im Jahr 1532 wechselte die Schreibweise wieder zu Kemlitz). Dem Pfarrer standen 3 Malter 4 Scheffel Korn sowie 16 Scheffel Hafer vom Lehen St. Johannis Baptista aus Baruth zu. Er besaß ausweislich der Dokumente kein eigenes Haus, jedoch einen Garten. Ihm standen vier Hufen zu, von denen jedoch zwei wüst lagen. Auf den Feldern erntete er ein Fuder Holz. Der Küster erhielt 5 Scheffel Korn und verfügte ebenfalls über kein eigenes Haus.
Deutlich detaillierte Angaben standen in der Türkensteuerveranlagung für alle Orte von 1542, in der die Abgaben aus der Reichstürkenhilfe aufgeführt wurden. Dort wurden erstmals spezifizierte Angaben über Haus, Hof, Garten und Hufenbesitz sowie den Viehbesatz niedergelegt. In Kemlitz gab es demnach 13 Steuerpflichtige, darunter den Dorfschulzen. Die Bewohner zahlten zweimal 36 Rheinische Gulden (fl), einmal 30 fl, einmal 24 fl, einmal 21 fl, einmal 15 fl, einmal 12fl fünfmal 9 fl und einmal 6 fl. Das Landessteuerregister für die Herrschaft Baruth aus dem Jahr 1551 wies für Das dorff Kemnicz nur noch zwölf Veranlagte aus, von denen elf Güter und einer einen Hof besaß. Sie zahlten zweimal 18 Schock, zweimal 15 Schock (darunter der Richter), einmal 12 Schock, einmal 9 1⁄2 Schock, einmal 9 Schock, einmal 8 Schock, einmal 6 Schock, einmal 4 Schock und einmal 6 Schock (der Hof). Ein Gut wurde als „ausgebrannt“ bezeichnet und ergab somit keine Abgaben.
Eine erneute Visitation aus dem Jahr 1555 ergab fünf Hufner und vier Kossäten. Der Pfarrer erhielt nach wie vor Geld aus dem Lehen St. Johannis Baptista, 3 Malter 4 Scheffel Korn, 16 Scheffel Hafer und bewirtschaftete vier Hufen (zwei davon wüst). Die Anzahl der Hüfner und Kossäten erschien in einer erneuten Generalkirchenvisitation im Kurkreis im Jahr 1575. Für Kemlitz wurden fünf Hufner gezählt, darunter der Dorfschulze. Der Pfarrer erhielt nunmehr 57 1⁄2 Scheffel Korn und 29 Scheffel Hafer. Weitere 8 Scheffel erhielt er von der Familie von Schlieben aus dem Vorwerk. Offenbar hatte sich die Situation des Pfarrers erheblich verbessert. Die beiden Pfarrhufen wurden von einem Bewohner in Pacht bewirtschaftet und ergaben weitere 18 Scheffel Korn und 13 Scheffel Hafer. Der Küster erhielt 5 Scheffel Korn sowie von jedem Hufner ein weiteres Scheffel Korn. Der Müller zahlte der Kirche zwei Scheffel „vom Mühlstein“, ein Scheffel vom Acker bei der Mühle sowie 20 gr vom Acker am alten Baruther Weg. Hinzu kamen 8 gr von einem Acker, der bei den „Mühlstücken“ gelegen war. Weitere Nachweise über den Ort finden sich in der Einnahme an Gelde des Hauses Baruth Michaelis aus den Jahren 1593/1594. Es zählt sechs Veranlagte auf, darunter vier Hufner, die einmal 2 fl 18 gr zahlten (Dorfschulze), einmal 2 fl, einmal 1 fl 11 gr und einmal 1 fl 7 gr. Die Kossäten leisteten Abgaben in Höhe von 12 bzw. 6 gr. Im Vorwerk standen zu dieser Zeit 29 Rinder, 17 Schweine und 64 Schafe.

### 17. und 18. Jahrhundert
Im Jahr 1617 war die Anzahl der Höfe auf stattlich 16 Hufner angewachsen; hinzu kam ein Schäfer. Aus der Zeit des Dreißigjährigen Krieges gab es keine Nachweise. Erst im Jahr 1672 bietet das Steuer Register des gräflich Solmsischen Ampts Baruth 1672 wieder Angaben über die Bauern und Gärtner. Kemlitz war demnach erheblich verwüstet worden: die fünf Bauerngüter lagen komplett wüst und von den neun Kossätenhöfen waren lediglich zwei besetzt.
Im Jahr 1720 lebten im Dorf zwei Zweihufner, der auf ihren Feldern je 10 Scheffel Aussaat ausbrachten und 10 Fuder Heu ernteten. Ein weiterer Zweihufner brachte ebenfalls 10 Scheffel aus und erntete 1 Fuder Heu. Zwei weitere Einwohner bewirtschafteten lediglich 1⁄4 Hufe, brachten dort 2 1⁄2 Scheffel aus und ernteten 2 Fuder Heu. Der Windmüller kam auf 6 1⁄4 Scheffel Aussaat, besaß ein Haus und Garten und brachte 6 Metzen Aussatz auf 1⁄2 Hufe und 2 1⁄2 Scheffel Aussaat aus. Ein Bewohner mit Haus und Garten brachte 1 Scheffel Aussaat und auf 1⁄4 Hufe 2 1⁄2 Scheffel Aussaat bei 2 Fuder Heu aus. Ein anderer Bewohner mit Haus und Garten kam auf 6 Metzen Aussaat und 1⁄4 Hufe zu 2 1⁄2 Scheffel Aussaat sowie ebenfalls 1 Fuder Heu. Zwei Bewohner mit Haus und Garten hatten je 8 Metzen Aussaat und 1⁄4 Hufe mit 2 1⁄2 Aussaat und 2 Fuder Heu. Der Müller mit Haus und Garten zu 6 Metzen Aussaat bewirtschaftete 1⁄4 Hufe zu 2 1⁄2 Aussaat und 1 Fuder Heu. Im Jahr 1722 gab es in Kemlitz 16 Feuerstätten (=Haushalte), eine Windmühle, ein Wirtshaus und ein Vorwerk. Aus dem Jahr 1754 wurde die Größe nur noch mit 9 1⁄2 Hufen angegeben, von denen zehn Jahre später 7 1⁄8 als „reguliert“, d. h. mit ermäßigten Abgaben geführt wurden. Im Jahr 1777 gab es im Dorf nur noch zwei Hufner, aber acht Kossäten. Erstmals erschein ein Katechetenhaus; zwei Häusler siedelten auf königlichem Grund.

### 19. Jahrhundert
Im Jahr 1802 erschienen die Schreibweisen Kehmlitz, Kemlitz, aber auch Kemblitz in den Akten; vier Jahre später erneut die 7 1⁄8 regulierten Hufen. Im Jahr 1815 erschienen ein Müller und ein Schenker. Im Jahr 1824 lebten im Dorf zwei Bauern, acht Kossäten und sieben Häusler. Es gab ein Schullehrerhaus, ein herrschaftliches Vorwerk, ein Gemeindehirtenhaus sowie eine herrschaftliche Ziegelei. Im Dorf standen im Jahr 1837 insgesamt 37 Wohnhäuser; Kemlitz bestand zu dieser Zeit aus dem Dorf mit Ziegelei und Pechhütte. Detaillierte Angaben liegen aus dem Jahr 1858 vor. Demzufolge waren es drei öffentliche, 19 Wohn- und 52 Wirtschaftsgebäude, darunter eine Getreidemühle und ein Abbau. Kemlitz bestand aus dem Dorf mit Ziegelei und Schäferei und war 4022 Morgen (Mg) groß, darunter 2502 Mg Wald einschließlich des Vorwerks, 1400 Mg Acker, 80 Mg Gartenland und 40 Mg Gehöfte. Die Statistik führe den Ort im Jahr 1891 als Kirchdorf mit Gut und Ziegelei und ab 1885 mit den Wohnplätzen Alte Schäferei, Pechhütte und Ziegelei.

### 20. Jahrhundert
Aus dem Viehstands- und Obstbaumlexikon ist bekannt, dass im Jahr 1900 im Dorf 19, im Vorwerk fünf Häuser standen. Kemlitz umfasste eine Fläche von 364,8 Hektar, hinzu kam das Vorwerk mit 18 Hektar. Im Dorf lebten neben einem Lehrer der Häusler auf 10,75 Hektar, zwei Halbbauern auf 27,50 bzw. 20,50 Hektar sowie vier Kossäten, die 27 Hektar, 19 Hektar, 16,50 Hektar und 16 Hektar bewirtschafteten. Dem Lehngutsbesitzer standen 84 Hektar, einem Rentner 0,75 Hektar sowie dem Schankwirt und Großhäusler 16,25 Hektar zur Verfügung; das Vorwerk wurde ein Jahr später als verpachtet geführt. Im Jahr 1919 wurden der Hauptteil mit dem Gutsbezirk Baruther Forst vereinigt sowie 13,9 Hektar zur Gemeinde eingemeindet. Diese wurde 1931 Landgemeinde, in der 23 Wohnhäuser mit 32 Haushaltungen standen. Im Jahr 1939 gab es im Dorf sieben Betriebe, die zwischen 20 und 100 Hektar groß waren, sechs Betriebe zwischen 10 und 20 Hektar, vier Betriebe zwischen 5 und 10 Hektar sowie zwei Betriebe zwischen 0,5 und 5 Hektar.
Nach dem Zweiten Weltkrieg wurden 35 Hektar Acker, 15,5 Hektar Wiese, 23,1 Hektar Wald, 1,8 Hektar Gärten und 0,6 Hektar Hofräume enteignet (zusammen 76,3 Hektar). Diese Fläche wurde aufgeteilt: 30,1 Hektar gingen an drei landlose Bauern und Landarbeiter, 32,1 Hektar an fünf landarme Bauern sowie 14 Hektar an einen Umsiedler. Im Jahr 1956 gründete sich eine LPG vom Typ III mit 15 Mitgliedern und 143 Hektar landwirtschaftlicher Nutzfläche, die bereits ein Jahr später an die LPG Typ III Groß Ziescht angeschlossen wurde. Am 1. Januar 1957 wurde Kemlitz nach Groß Ziescht eingemeindet. Im Jahr 1983 bestand im Ort die LPG Schöbendorf-Paplitz mit dem Stützpunkt Kemlitz. Am 31. Dezember 1997 wurde Groß Ziescht wiederum zusammen mit Horstwalde, Mückendorf und Radeland in die Stadt Baruth eingemeindet.

### Bevölkerungsentwicklung
| Jahr           | 1817 | 1837 | 1858 | 1871 | 1885 | 1895 | 1905 | 1925 | 1939 | 1946 |
| -------------- | ---- | ---- | ---- | ---- | ---- | ---- | ---- | ---- | ---- | ---- |
| Einwohner      | 166  | 199  | 199  | 91   | 117  | 126  | 105  | 155  | 133  | 156  |
| Vorwerk        |      |      | 50   | 63   | 52   | 67   | 55   |      |      |      |
| Alte Schäferei |      |      |      |      | 6    | 3    |      |      |      |      |
| Pechhütte      |      |      |      |      | 10   | 5    |      |      |      |      |
| Ziegelei       |      |      |      |      | 2    | 2    |      |      |      |      |

## Kultur und Sehenswürdigkeiten
Die Dorfkirche Kemlitz ist eine Feldsteinkirche aus der Zeit um 1300. Im Innern befindet sich eine schlichte Ausstattung, darunter eine Hufeisenempore aus dem 17. Jahrhundert sowie ein Altar und eine Kanzel aus dem 18. Jahrhundert.